# Pieter Burman den äldre
Pieter Burman den äldre, född 6 juli 1668 i Utrecht, död 31 mars 1741 i Leiden, var en nederländsk klassisk filolog. Han var son till Frans Burman (1628–1679), bror till Frans Burman (1671–1719) samt farbror till Johannes Burman, Frans Burman (1708–1793) och Pieter Burman den yngre.
Burman blev professor i historia vid universitetet i Utrecht 1696, och i grekiska vid universitetet i Leiden 1715. Burman utgav ett flertal högt skattade textupplagor av latinska författare, såsom Petronius 1709, Claudius Claudianus 1714, Ovidius 1727. Han utgav även "Sylloge epistolarum" (1727), en för filologins historia viktig samling av brev från samtida filologer.